# National Museum Cardiff

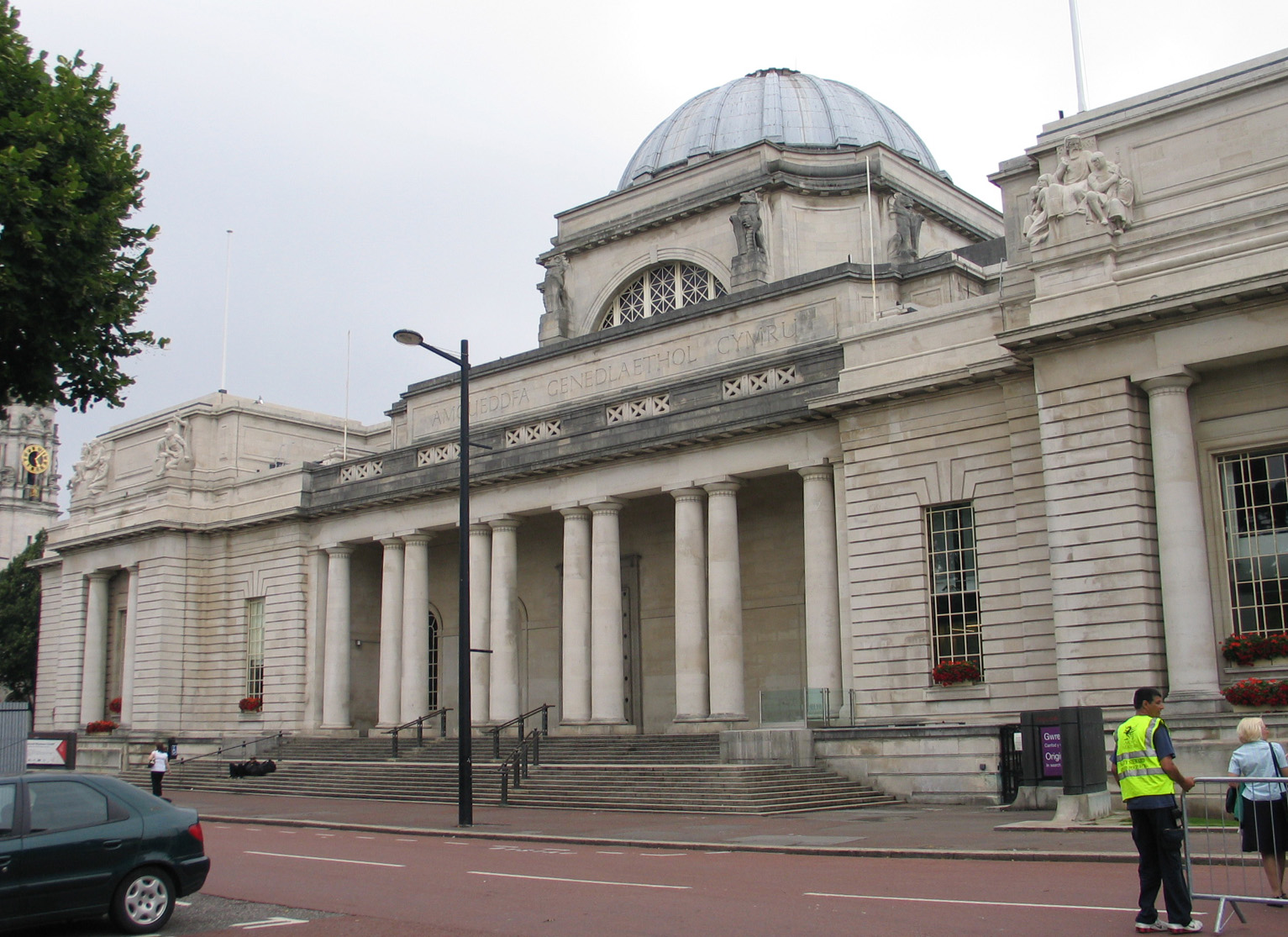
National Museum Cardiff

Das National Museum Cardiff (walisisch: Amgueddfa Genedlaethol Caerdydd) ist ein Museum für Kunst, Kunstgewerbe, Archäologie und Naturgeschichte in der walisischen Hauptstadt Cardiff. Es ist Teil des dezentralen National Museum Wales, zu dem sechs weitere Museen an verschiedenen Standorten gehören.

## Geschichte
Bei Gründung im Jahr 1907 gab es eine 25-jährige Sammlungstätigkeit. Eine Vorgängerinstitution unter dem Namen Cardiff Museum of Natural History, Arts and Antiquities eröffnete 1882 erste Räumlichkeiten in elf Arrestzellen des Gerichtsgebäudes von Cardiff. Die Planungen für den Neubau eines eigenen Gebäudes zogen sich über viele Jahre hinweg, bevor es 1912 zur Grundsteinlegung des heutigen Museumsbaus kam. Bedingt durch die wirtschaftlichen Auswirkungen des Ersten Weltkrieges kam es erst 1927 zur Eröffnung des von den Architekten Arnold Dunbar Smith und Cecil Brewer entworfenen Gebäudes. Die vollständige Fertigstellung dauerte bis 1932 an. 2024 betrug die Besucherzahl etwa 373.000 Personen.

## Sammlungen

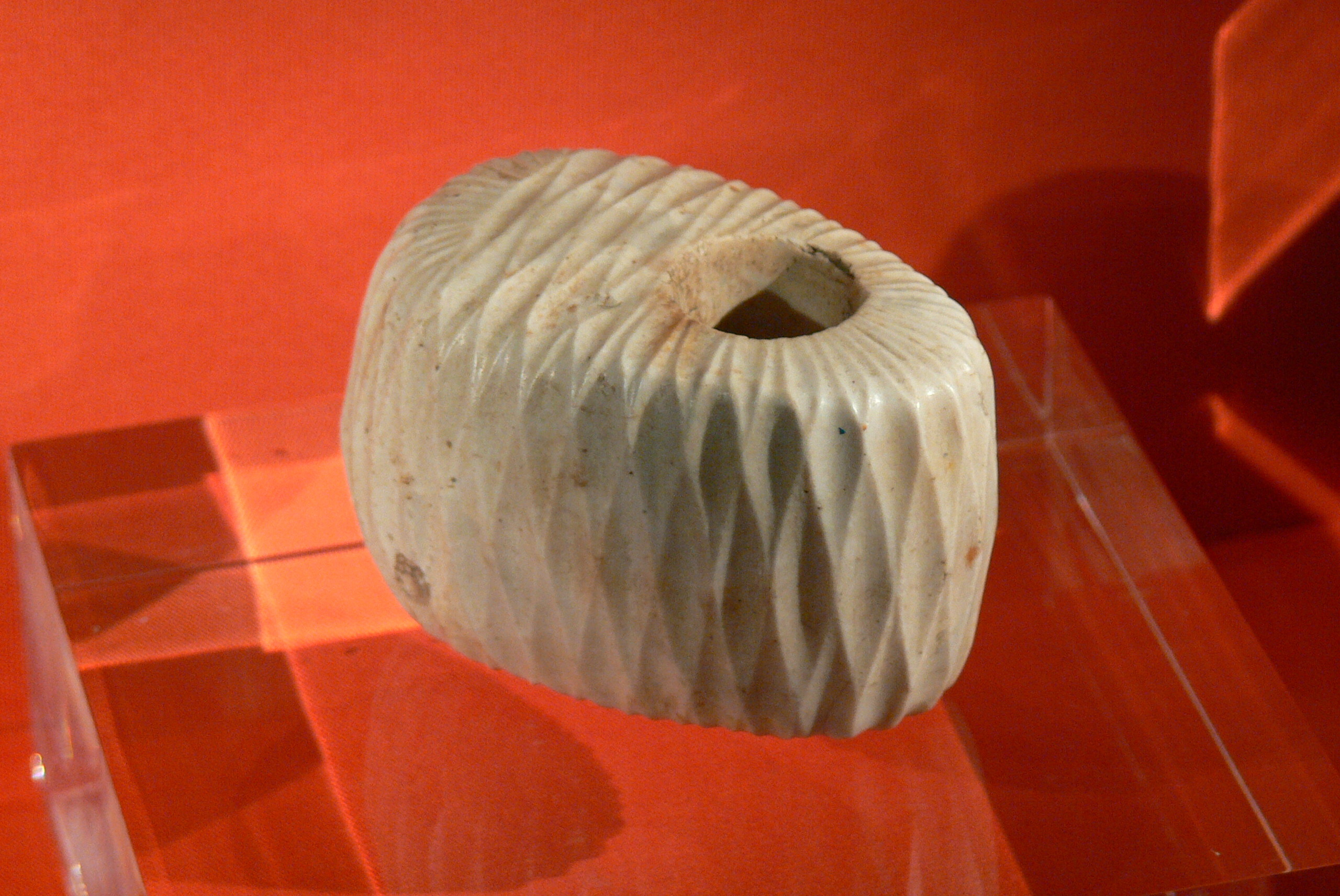
National Museum of Wales (Cardiff): Neolithischer Keulenkopf aus Feuerstein (3.000 v. Chr. – 2.500 v. Chr.), aus Maesmor, Denbighshire

Seit seiner Gründung beherbergt das National Museum sehr unterschiedliche Sammlungen unter einem Dach. Von Beginn an gehörte Naturgeschichte zu den Abteilungen des Museums. Es verfügt über eine umfangreiche Sammlung von Objekten aus den Bereich Zoologie und Botanik sowohl von den britischen Inseln, als auch aus aller Welt. So zählt allein der Bereich der Entomologie 700.000 Objekte, von denen etwa die Hälfte einheimische Arten sind. Die Abteilung für Archäologie beherbergt Funde aus der Frühgeschichte von Wales, aus römischer und keltischer Zeit sowie dem Mittelalter. Zu dieser Abteilung gehört auch eine numismatische Sammlung, von der in der ständigen Ausstellung 1.200 Exemplare von der Antike bis zur Gegenwart zu sehen sind.

### Kunst und Kunstgewerbe
Vier bedeutende Schenkungen haben seit der Gründung neben der eigenen Sammlungstätigkeit zum herausragenden Ruf der Institution beigetragen. Im Bereich des Kunsthandwerks sind dies die Porzellan- und Keramiksammlungen von Wilfred De Winton und Ernest Morton Nance. Der Schwerpunkt der Stiftung von Wilfred De Winton liegt vor allem bei deutschem Porzellan, besonders aus der Meißener Porzellanmanufaktur. Ebenfalls umfangreich ist der Bestand an Porzellan aus den Manufakturen von Ansbach, Berlin, Höchst, Ludwigsburg, Nymphenburg. Exemplarische Stücke aus anderen europäischen Manufakturen komplettieren diese Sammlung. Die seit 1952 im Museum ausgestellte Sammlung von Ernest Morton Nance hat ihren Schwerpunkt auf Keramik und Porzellan aus walisischer Produktion. Mit mehr als 1.500 Einzelstücken dokumentiert diese Stiftung – ergänzt durch weitere Exponate aus Museumsbesitz – die traditionsreiche Produktion dieses Kunstgewerbes in Wales von 1764 bis 1922. Die Abteilung für zeitgenössisches Kunsthandwerk mit zahlreichen modernen Keramikarbeiten vervollständigt dieses Sammlungsgebiet.
Watkin Williams-Wynn gehörte zu den ersten bedeutenden Kunstsammlern in Wales. Aus seinem Besitz kamen neben Kunsthandwerk auch einige altmeisterliche Gemälde ins Museum. Neben zwei Familienporträts von Joshua Reynolds gehören Bilder von Pompeo Batoni und Anton Raphael Mengs zu dieser Sammlung. Weitere Gemälde Alter Meister im National Museum Wales stammen von Künstlern wie Giovanni Antonio Canal, Jan van de Cappelle, Aelbert Jacobsz. Cuyp, Dosso Dossi, Anthonis van Dyck, Gerbrandt van den Eeckhout, Francesco Guardi, Giovanni Francesco Barbieri, Mathieu Le Nain, Palma il Vecchio, Nicolas Poussin, Salvator Rosa, Peter Paul Rubens, Frans Snyders, Bernardo Strozzi, Giovanni Domenico Tiepolo und mit sechs Bildern eine kleine Werkgruppe von Melchior de Hondecoeter. Hinzu kommt altenglische Malerei von namhaften Künstlern wie John Constable, John Hoppner, Godfrey Kneller, Peter Lely, Henry Raeburn, George Romney und Joseph Wright of Derby, die exemplarisch im Museum zu sehen sind. Darüber hinaus besitzt das National Museum Cardiff je drei Arbeiten von William Hogarth und Thomas Lawrence sowie fünf Bilder von Thomas Gainsborough.
Die international wichtigste Sammlung erhielt das Museum von den walisischen Schwestern Gwendoline Davies (1952) und Margaret Davies (1963). Der Schwerpunkt liegt bei französischer Malerei des 19. Jahrhunderts, aber auch andere Werke finden sich in dieser Stiftung. So kamen durch die beiden Davies-Schwestern allein sechs Gemälde von William Turner ins Museum. Die beiden Schwestern gehörten zu den ersten britischen Sammlern, die Werke des Impressionismus und Spätimpressionismus erwarben. Höhepunkte dieser Stiftung sind beispielsweise mehrere Gemälde von Claude Monet, zu denen je drei Venedigansichten und drei Seerosenbilder ebenso gehören, wie ein Bild der Serie mit dem Motiv der Kathedrale von Rouen. Von Paul Cézanne sind neben einem für den Künstler typischen Stillleben zwei Landschaftsbilder seiner provenzalischen Heimat zu sehen. Das bekannteste Bild des Museums ist La Parisienne von Pierre-Auguste Renoir, von dem die Davies-Schwestern noch zwei weitere Bilder dem Museum vermachten. Hinzu kommt mit Regen – Auvers eines der letzten Gemälde, die Vincent van Gogh vor seinem Tod geschaffen hat. Weiterhin kamen aus diesen Stiftungen das Stillleben Der Hase und zwei Landschaftsbilder von Édouard Manet sowie weitere Landschaftsbilder von Alfred Sisley und Camille Pissarro ins Museum. Exemplarisch sind ebenfalls die Maler Berthe Morisot, Albert Marquet, Adolphe Monticelli, Henri Moret, Ernest Meissonier, Alfred Stevens, Anton Mauve, John Singer Sargent, Maurice Utrillo, Pierre Bonnard und James McNeill Whistler in diesen Stiftungen vertreten. Größere Werkgruppen von Eugène Boudin, Eugène Carrière, Jean-Baptiste Camille Corot, Honoré Daumier, Jean-François Millet sind ebenfalls Teil der Davies-Vermächtnisse.
Zum Sammlungsgebiet 19. Jahrhundert stellt das Museum zudem Gemälde von Eugène Isabey, Henri Le Sidaner, Stanislas Lépine, Gustave Courbet, Charles-François Daubigny, Constant Troyon, Otto Scholderer und Henri Fantin-Latour aus. Ebenso finden sich hier Arbeiten britischer Künstler wie James Tissot, Lawrence Alma-Tadema, Richard Parkes Bonington, Edward Burne-Jones, John Everett Millais und Dante Gabriel Rossetti. Künstler des 20. Jahrhunderts im Museum sind die britischen Maler William Orpen, Stanley Spencer, Philip Wilson Steer, Ben Nicholson, Francis Bacon, David Hockney. Weitere Arbeiten von Künstlern der Moderne zeigt das Museum von Maurice de Vlaminck, Alexej von Jawlensky, Erich Heckel, László Moholy-Nagy, Oskar Kokoschka, Jacques Lipchitz, Willi Baumeister und René Magritte.
Darüber hinaus verfügt das Museum über eine Skulpturenabteilung mit Werken von Giovanni Bologna, Frederic Leighton, Antoine-Louis Barye, Edgar Degas, Alexander Archipenko, Henri Matisse, Barbara Hepworth, Henry Moore, Christo Javacheff sowie allein zehn Arbeiten von Auguste Rodin.

## Ausgestellte Werke

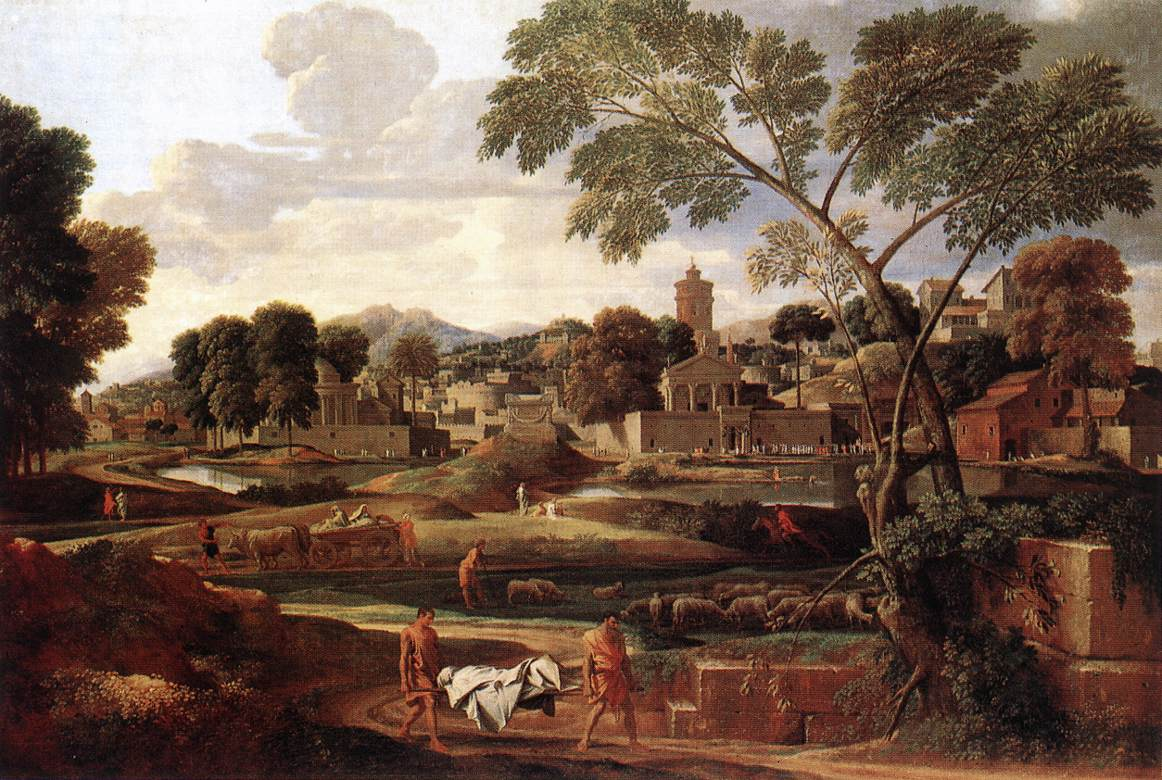
Nicolas Poussin: Die Bestattung des Phokion
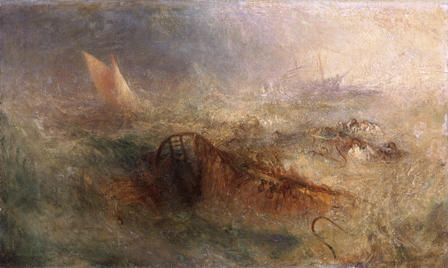
William Turner: Der Sturm
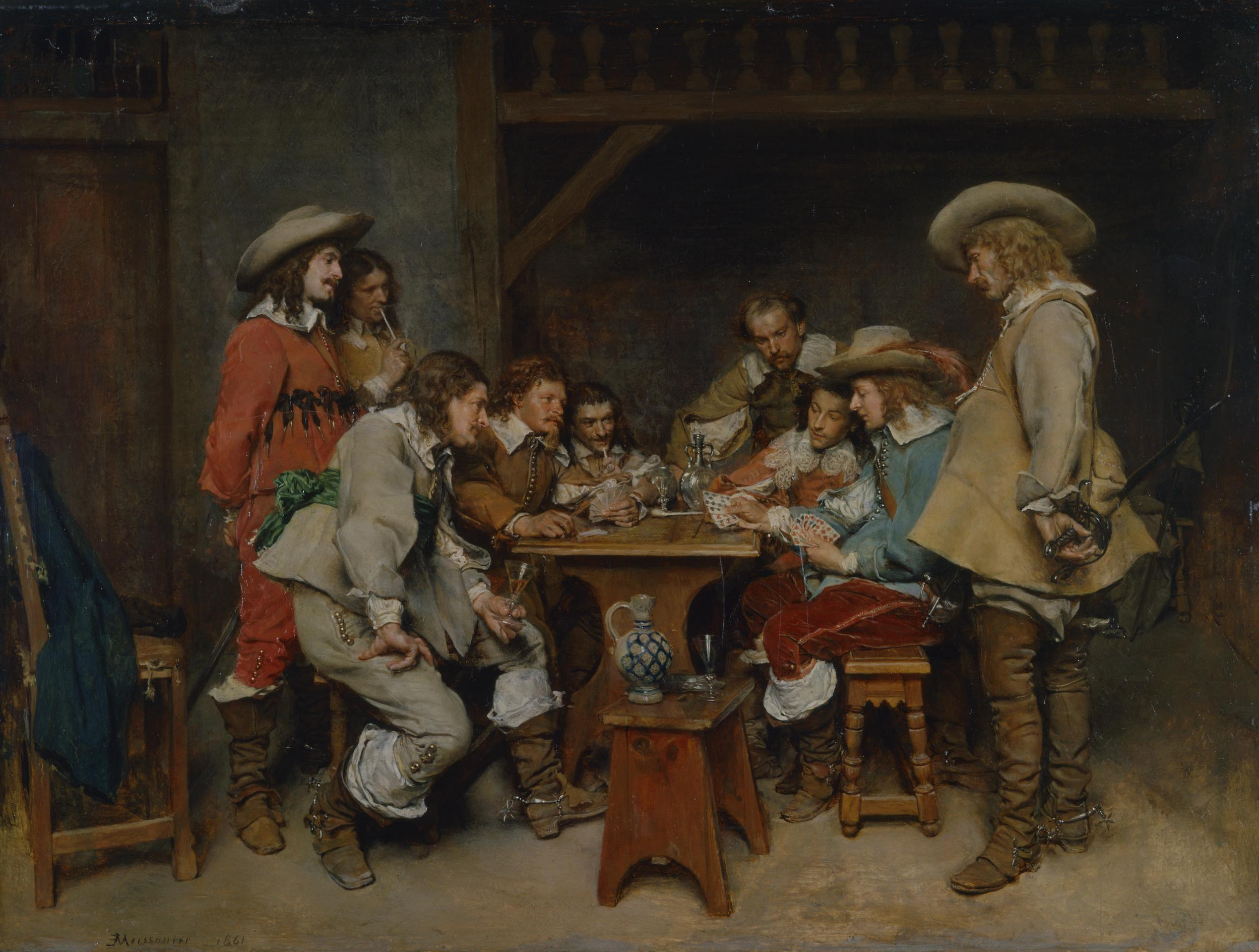
Ernest Meissonier: Das Piquet-Spiel
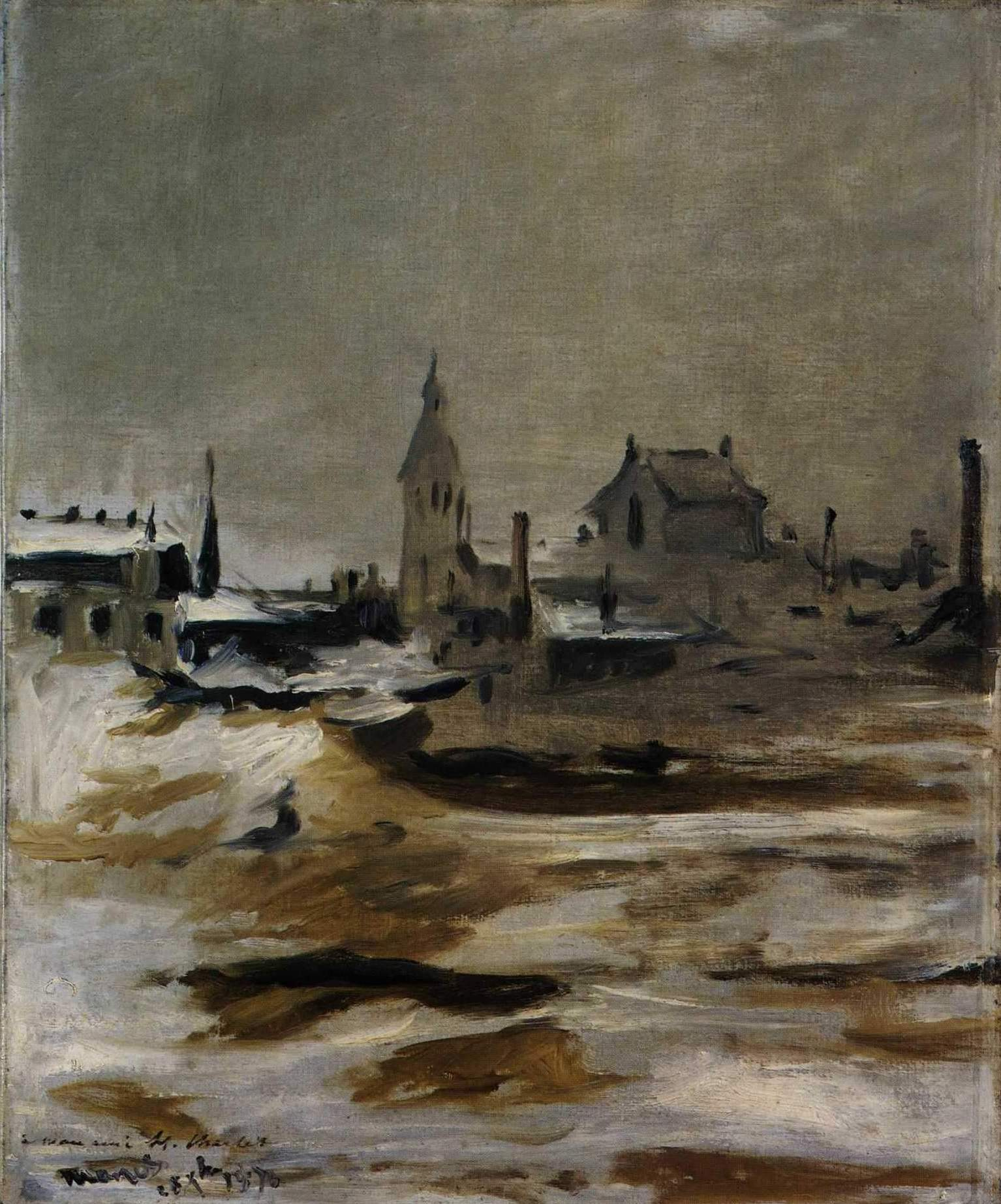
Édouard Manet: Effet de neige à Petit-Montrouge
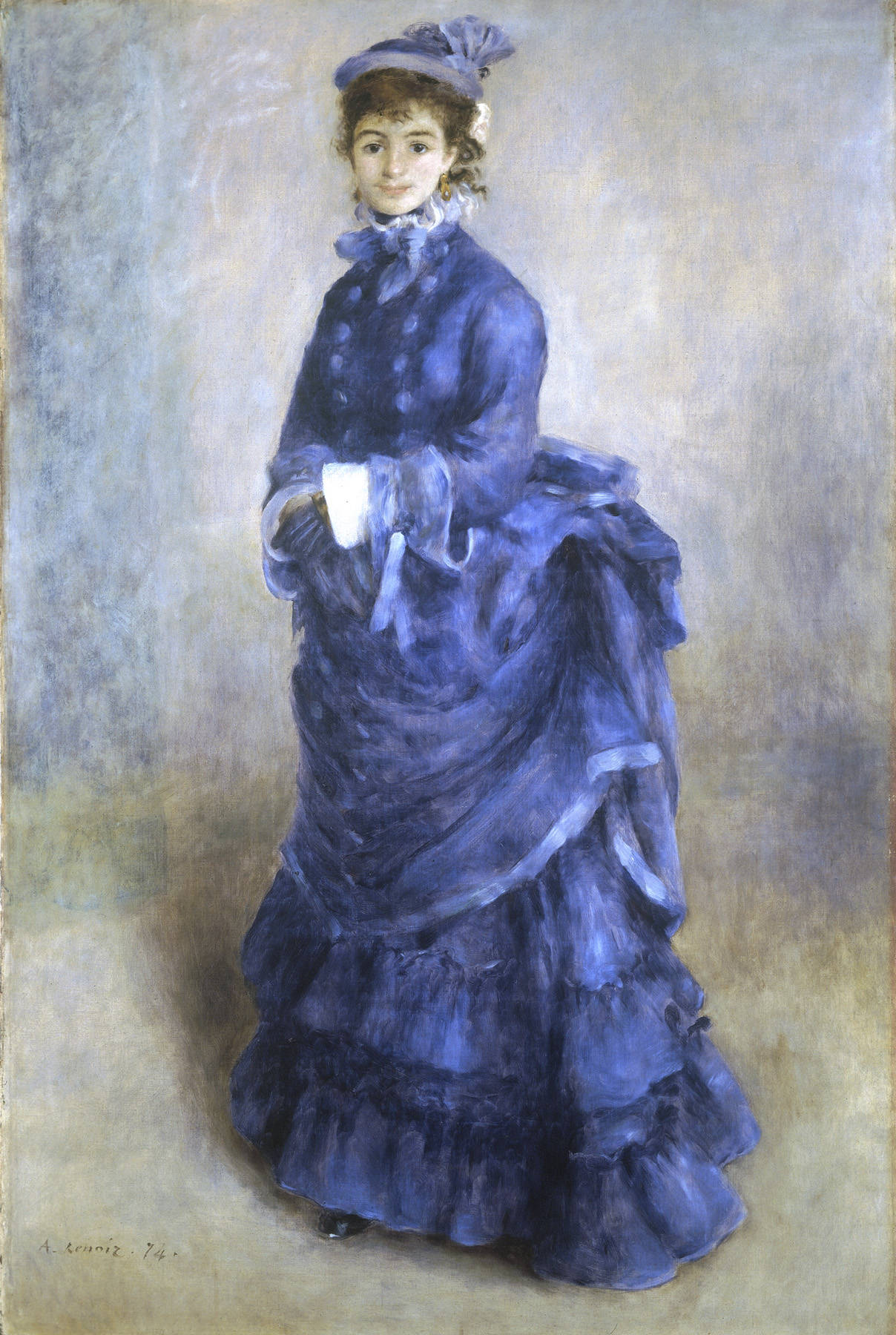
Pierre-Auguste Renoir: La Parisienne
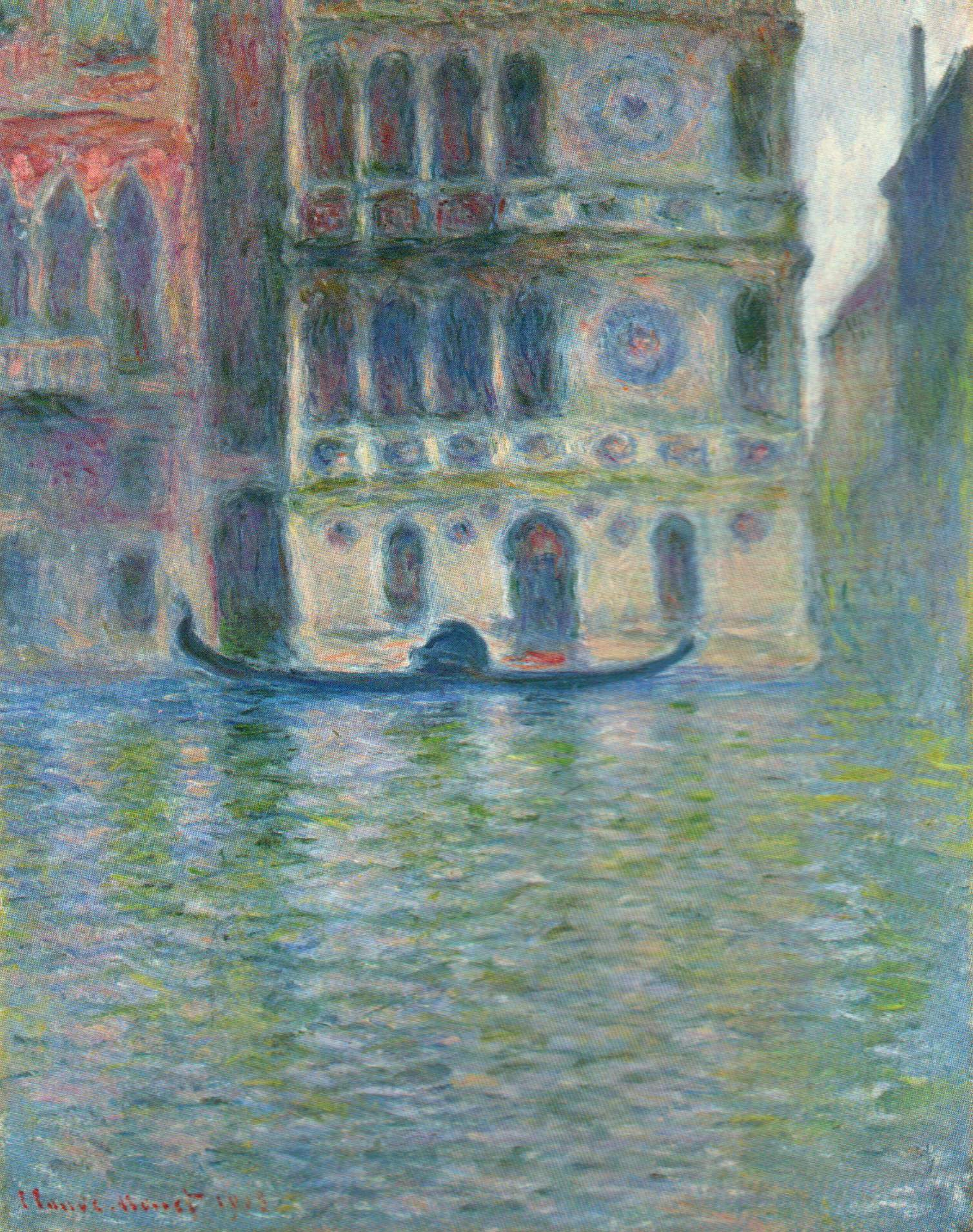
Claude Monet: Palazzo Dario, Venedig
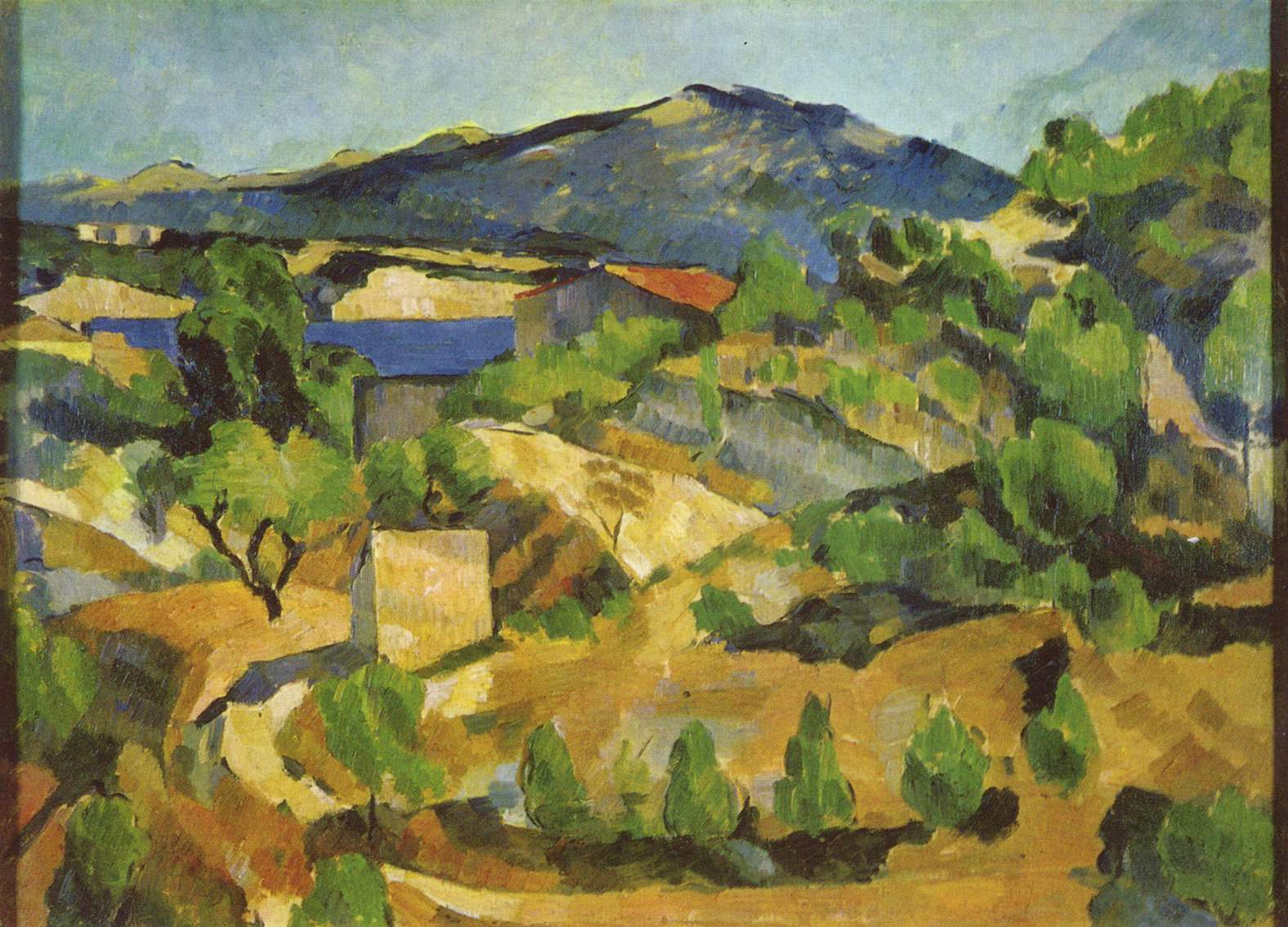
Paul Cézanne: Berge in der Provence
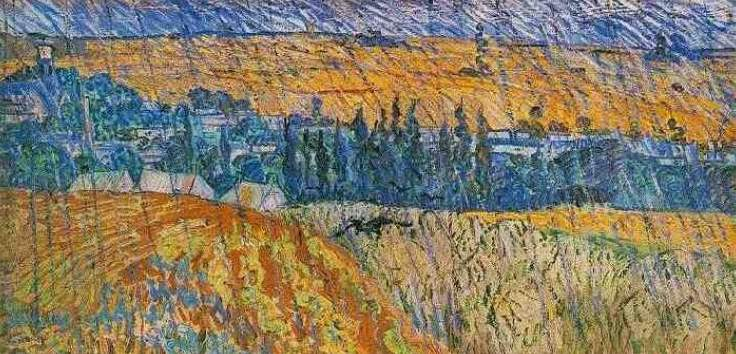
Vincent van Gogh: Regen – Auvers